# OK Kraguj
OK Kraguj est un club serbe de volley-ball fondé en 2006 et basé à Kragujevac, évoluant pour la saison 2015-2016 en Superliga.

## Effectifs

### Saison 2015-2016
| No                                                                                        | Nom                                                                                       | Date de naissance                                                                         | Taille                         | Poids                          | Poste                          |
| ----------------------------------------------------------------------------------------- | ----------------------------------------------------------------------------------------- | ----------------------------------------------------------------------------------------- | ------------------------------ | ------------------------------ | ------------------------------ |
| 1                                                                                         | Anđela Bogojević                                                                          | 1er janvier 1997                                                                          | 178                            |                                | Réceptionneuse-attaquante      |
| 3                                                                                         | Sara Pavlović                                                                             | 4 septembre 1995                                                                          | 184                            |                                | Attaquante                     |
| 4                                                                                         | Kristina Dimitrijević                                                                     | 1er janvier 1997                                                                          | 188                            |                                | Attaquante                     |
| 5                                                                                         | Sara Radašinović                                                                          | 1er janvier 1993                                                                          | 184                            |                                | Passeuse                       |
| 7                                                                                         | Ana Milosavljević                                                                         | 1er janvier 1996                                                                          | 168                            |                                | Libero                         |
| 9                                                                                         | Dejana Mačužić                                                                            | 1er janvier 1991                                                                          | 189                            |                                | Centrale                       |
| 10                                                                                        | Anđela Davinić                                                                            | 1er janvier 1998                                                                          | 183                            |                                | Passeuse                       |
| 11                                                                                        | Vanja Simeunović                                                                          | 1er septembre 1998                                                                        | 182                            |                                | Réceptionneuse-attaquante      |
| 12                                                                                        | Stefana Proković                                                                          | 24 octobre 1986                                                                           | 174                            | 69                             | Libero                         |
| 13                                                                                        | Teodora Trifunović                                                                        | 27 octobre 1993                                                                           | 175                            |                                | Réceptionneuse-attaquante      |
| 14                                                                                        | Jovana Petronijević                                                                       | 1er janvier 1995                                                                          | 182                            |                                | Réceptionneuse-attaquante      |
| 15                                                                                        | Jovana Jovanović                                                                          | 1er janvier 1991                                                                          | 187                            |                                | Réceptionneuse-attaquante      |
| 17                                                                                        | Jasmina Jekić                                                                             | 1er janvier 1996                                                                          | 198                            |                                | Centrale                       |
| 20                                                                                        | Jana Andrić                                                                               | 1er janvier 1994                                                                          | 187                            |                                | Centrale                       |
|                                                                                           |                                                                                           |                                                                                           |                                |                                |                                |
| Encadrement technique                                                                     | Encadrement technique                                                                     |                                                                                           | Légende                        | Légende                        | Légende                        |
| Entraîneur : Nenad Cvetković                                                              | Entraîneur : Nenad Cvetković                                                              | Entraîneur : Nenad Cvetković                                                              | : Capitaine                    | : Capitaine                    | : Capitaine                    |
| Entraîneur(s) adjoint(s) : Oliver Milošević Entraîneur(s) adjoint(s) : Nikola Timotijević | Entraîneur(s) adjoint(s) : Oliver Milošević Entraîneur(s) adjoint(s) : Nikola Timotijević | Entraîneur(s) adjoint(s) : Oliver Milošević Entraîneur(s) adjoint(s) : Nikola Timotijević | : Joueuse blessée actuellement | : Joueuse blessée actuellement | : Joueuse blessée actuellement |